# Tlacatepa
Tlacatepa är en ort i Mexiko.   Den ligger i kommunen Tepeapulco och delstaten Hidalgo, i den sydöstra delen av landet, 90 km nordost om huvudstaden Mexico City. Tlacatepa ligger 2 686 meter över havet och antalet invånare är 114.
Terrängen runt Tlacatepa är kuperad västerut, men österut är den platt. Runt Tlacatepa är det ganska tätbefolkat, med 166 invånare per kvadratkilometer. Närmaste större samhälle är Ciudad Sahagun, 17,6 km sydväst om Tlacatepa. I omgivningarna runt Tlacatepa växer i huvudsak blandskog.